# Otín (okres Jihlava)
Obec Otín (německy Otten) se nachází v okrese Jihlava v Kraji Vysočina. Žije zde 88 obyvatel.
Sousedními obcemi sídla jsou Suchá, Dlouhá Brtnice, Pavlov, Třešť a Stonařov.

## Název
Název se vyvíjel od varianty Oten (1360), Ottendorf, Otten a Otyn (1846), Otten a Otín (1872), Otín (1881), Votín (1913) až k podobám Otín a Otten v roce 1924. Místní jméno vznikl přidáním přivlastňovací přípony -ín k osobnímu jménu Ota a znamenalo Otova ves.

## Historie
První písemná zmínka o obci pochází z roku 1360.
V letech 1869–1880 byl osadou Prostředkovic, od té doby je samostatnou obcí.

## Přírodní poměry
Otín leží v okrese Jihlava v Kraji Vysočina. Nachází se 2 km jižně od Stonařova a 3 km severně od Pavlova. Geomorfologicky je oblast součástí Křižanovské vrchoviny a jejího podcelku Brtnická vrchovina, v jehož rámci spadá pod geomorfologický okrsek Puklická pahorkatina. Průměrná nadmořská výška činí 625 metrů. Nejvyšší bod, Březí (647 m n. m.), leží jihovýchodně od obce. Jižně od obce se nachází rybník Na pastvišti, jímž protéká Otínský potok, do nějž se posléze zleva vlévá Lesní potok, východně od vsi na Otínském potoce leží rybník Pod vsí. Severní částí katastru prochází Farský potok.

## Obyvatelstvo
Podle sčítání 1930 zde žilo v 34 domech 165 obyvatel. 83 obyvatel se hlásilo k československé národnosti a 81 k německé. Žilo zde 164 římských katolíků.
| Rok            | 1869 | 1880 | 1890 | 1900 | 1910 | 1921 | 1930 | 1950 | 1961 | 1970 | 1980 | 1991 | 2001 | 2011 |
| Počet obyvatel | 258  | 253  | 215  | 189  | 188  | 182  | 165  | 134  | 141  | 118  | 96   | 97   | 85   | 77   |

## Obecní správa a politika
Obec leží na katastrálním území Otín u Stonařova a je členem Mikroregionu Třešťsko a místní akční skupiny Třešťsko.
Obec má sedmičlenné zastupitelstvo, v jehož čele stojí starosta Jan Vilímek.
| Období    | Voliči | Účast v % | Mandáty | Výsledky              | Starosta    |
| --------- | ------ | --------- | ------- | --------------------- | ----------- |
| 2014–2018 | 65     | 73,85     | 7       | 7 ZA BUDOUCNOST OTÍNA | Jan Vilímek |

## Hospodářství a doprava
Sídlí zde zámečnictví. Obcí prochází silnice II. třídy č. 403 ze Stonařova do Pavlova. Dopravní obslužnost zajišťují dopravci ICOM transport a Radek Čech - Autobusová doprava. Autobusy jezdí ve směrech Jihlava, Dačice, Bítov, Stará Říše, Zadní Vydří, Opatov a Telč.

## Školství, kultura a sport
Místní děti dojíždějí do základní školy ve Stonařově.

## Galerie

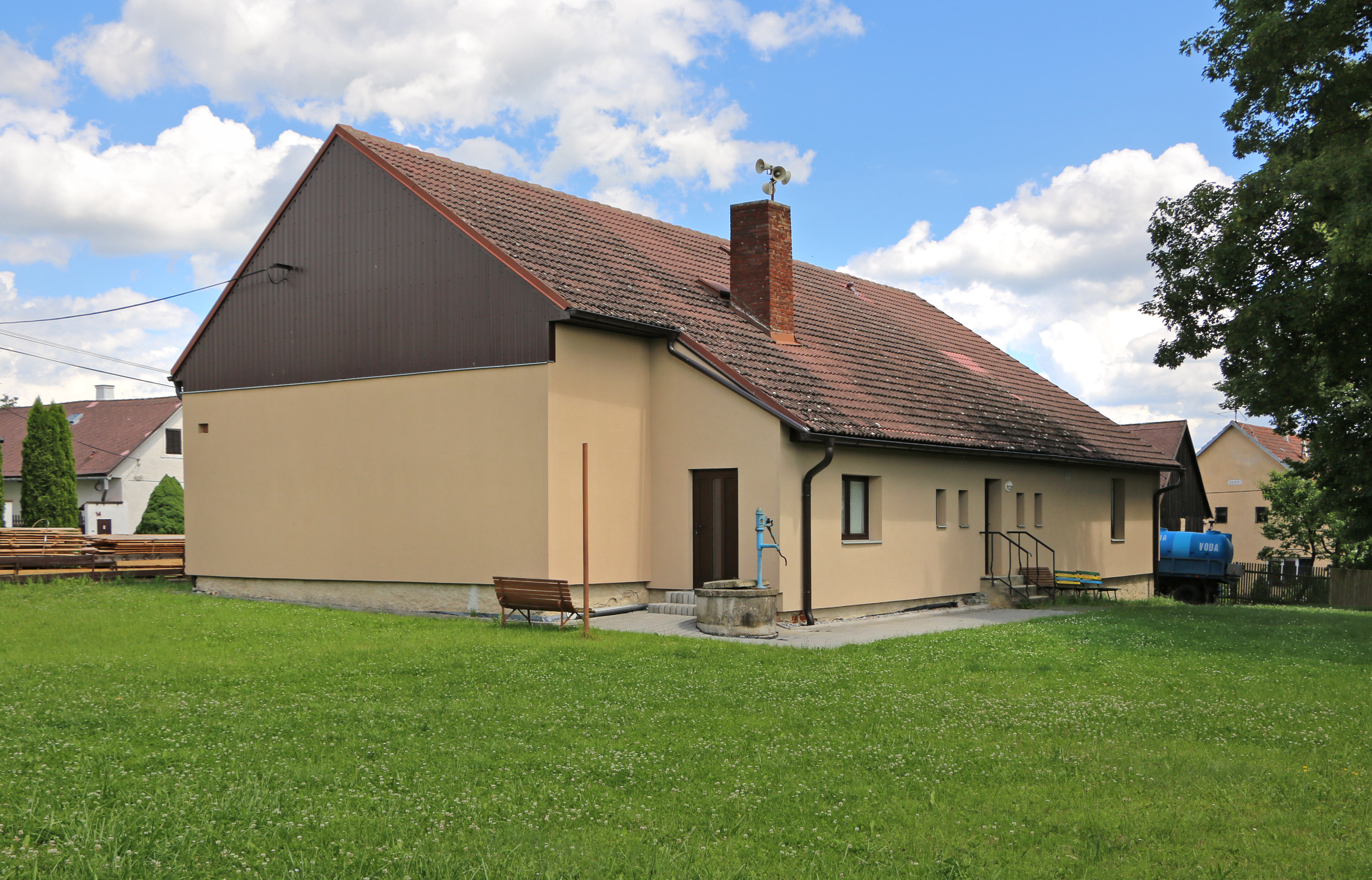
Obecní úřad
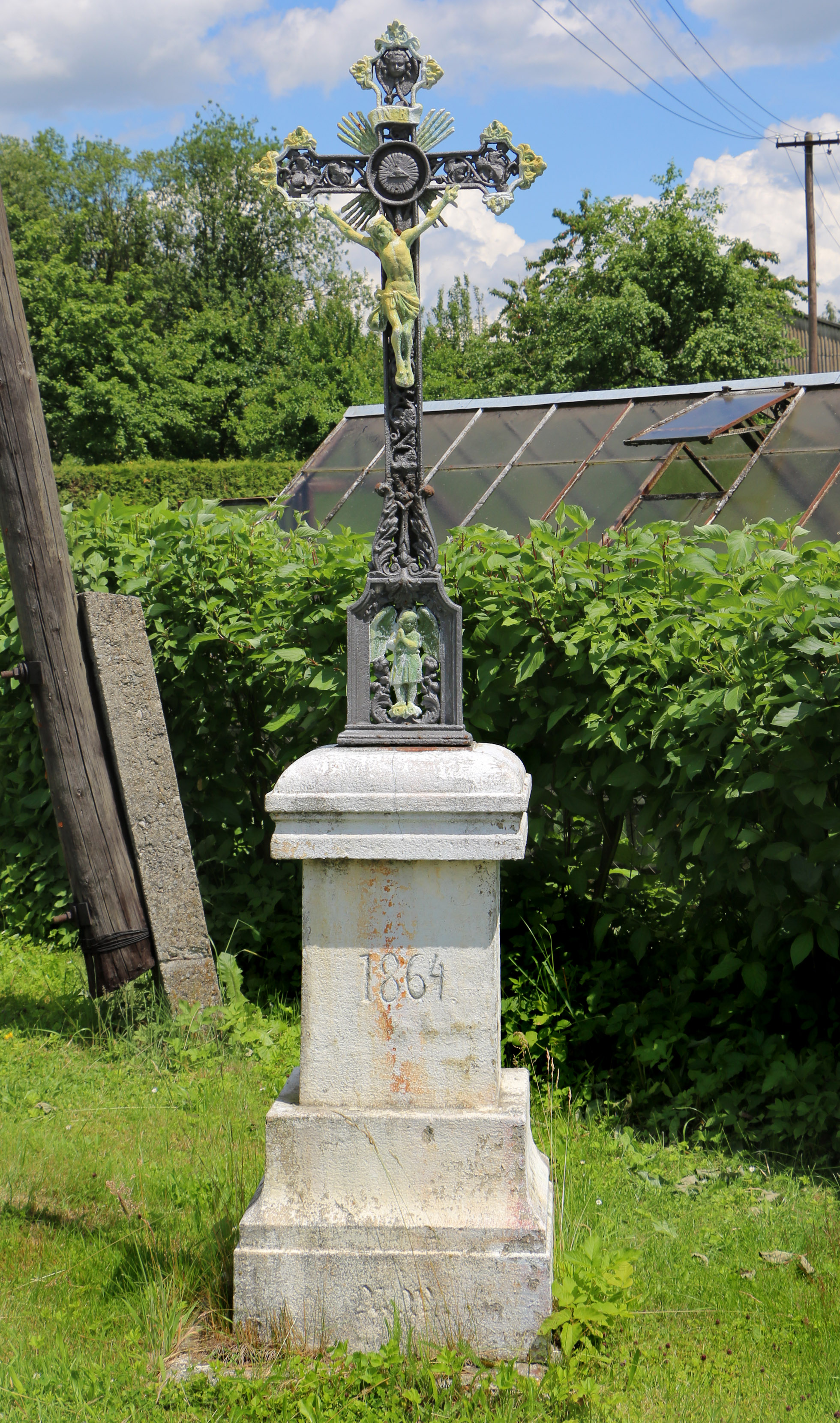
Křížek u hlavní silnice
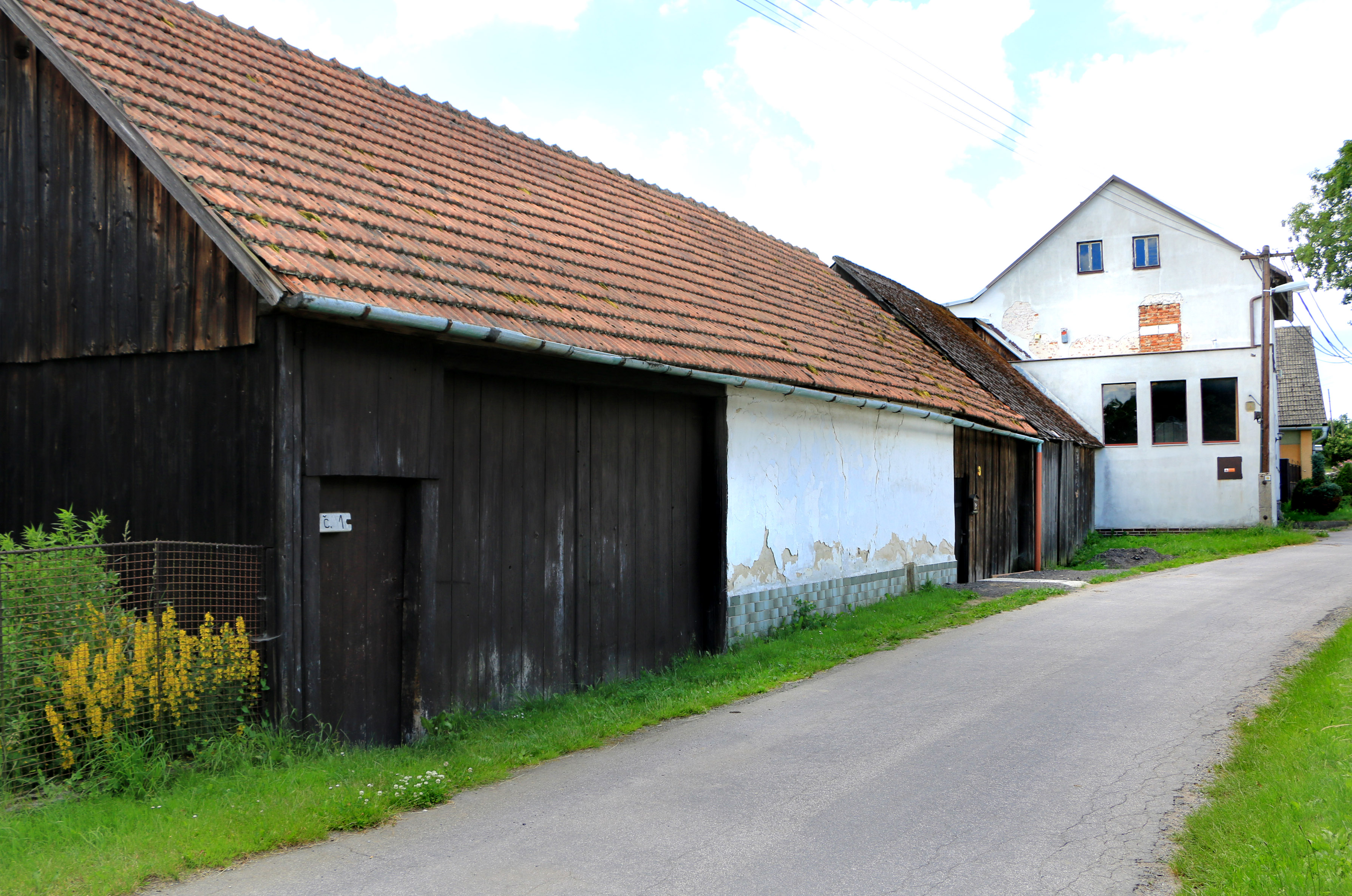
Dům čp. 1
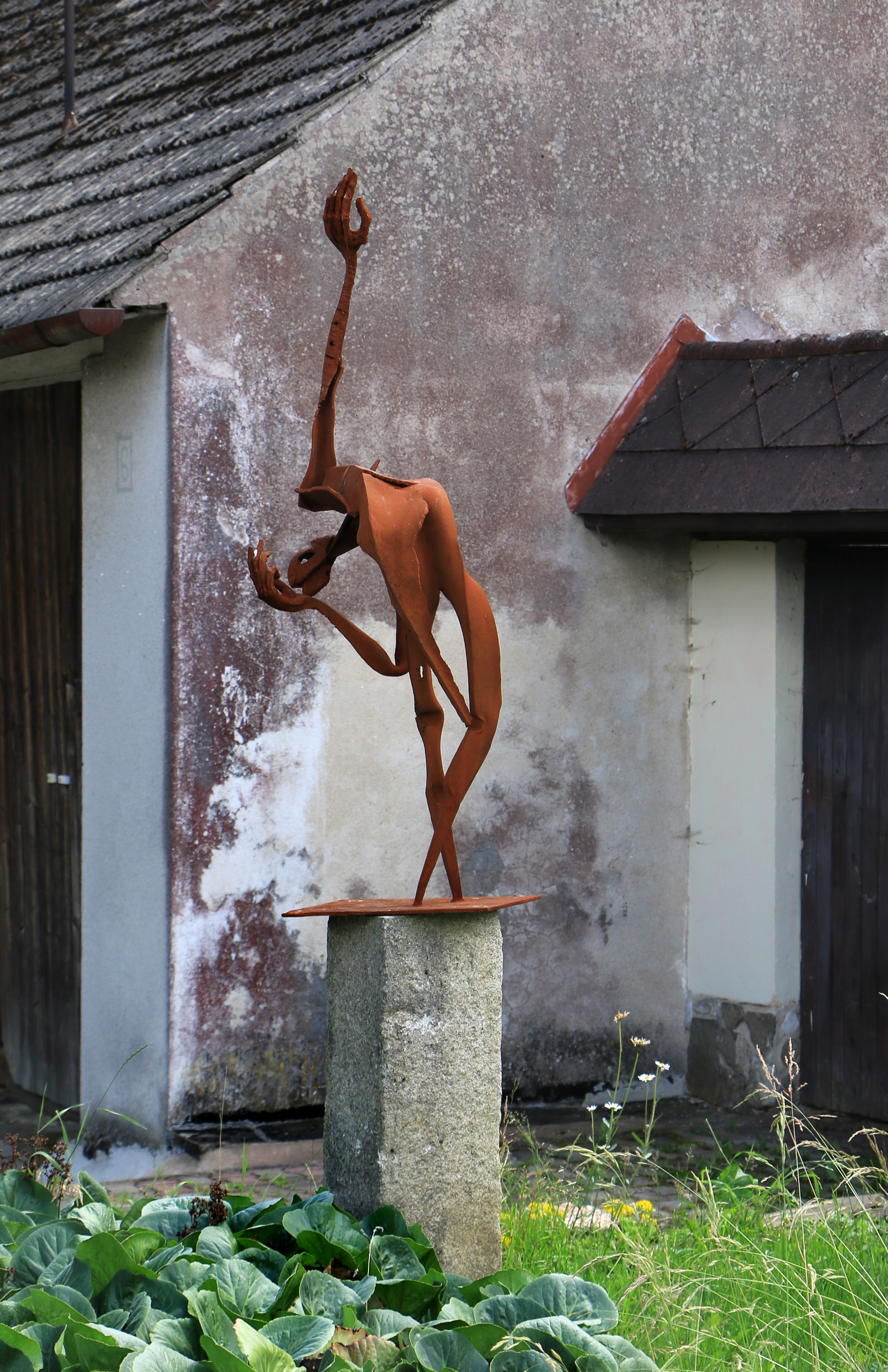
Skulptura na návsi